# Myrcianthes crebrifolia
Myrcianthes crebrifolia là một loài thực vật có hoa trong Họ Đào kim nương. Loài này được (Steyerm.) McVaugh mô tả khoa học đầu tiên năm 1963.